# Бузи
Бузи (фр. Bouzy) насеље је и општина у североисточној Француској у региону Шампањ-Арден, у департману Марна која припада префектури Еперне.
По подацима из 2011. године у општини је живело 936 становника, а густина насељености је износила 149,52 становника/km². Општина се простире на површини од 6,26 km². Налази се на средњој надморској висини од 116 метара.

## Демографија
| 1962. | 1968. | 1975. | 1982. | 1990. | 1999. | 2011. |
| ----- | ----- | ----- | ----- | ----- | ----- | ----- |
| 905   | 927   | 1.005 | 1.009 | 967   | 997   | 936   |

График промене броја становника у току последњих година